# Agnes van Habsburg (1315-1392)
Agnes van Habsburg (Wenen, 1315 - Schweidnitz, 2 februari 1392) was de tweede dochter van Leopold I van Oostenrijk en Catharina Elisabeth van Savoye.

## Biografie
In 1338 huwde zij met Bolesław II van Schweidnitz (1308 - 1368). Het huwelijk bleef vermoedelijk kinderloos, hoewel volgens een legende Bolko, de enige zoon van het hertogelijk paar, op negenjarige leeftijd tijdens het spel door de hofnar Jakob Thau met een steen gedood werd. Na de dood van haar echtgenoot in 1368 regeerde Agnes alleen over het hertogdom, dat een leen van de Boheemse kroon was geworden. Zij stierf in 1392.

## Voorouders
| Voorouders van Agnes van Habsburg (1315-1392) | Voorouders van Agnes van Habsburg (1315-1392)                                    | Voorouders van Agnes van Habsburg (1315-1392)                                    | Voorouders van Agnes van Habsburg (1315-1392)                                    | Voorouders van Agnes van Habsburg (1315-1392)                                    | Voorouders van Agnes van Habsburg (1315-1392)                          | Voorouders van Agnes van Habsburg (1315-1392)                          | Voorouders van Agnes van Habsburg (1315-1392)                                 | Voorouders van Agnes van Habsburg (1315-1392)                                 |
| --------------------------------------------- | -------------------------------------------------------------------------------- | -------------------------------------------------------------------------------- | -------------------------------------------------------------------------------- | -------------------------------------------------------------------------------- | ---------------------------------------------------------------------- | ---------------------------------------------------------------------- | ----------------------------------------------------------------------------- | ----------------------------------------------------------------------------- |
| Overgrootouders                               | Rudolf I (rooms-koning) (1218-1291) ∞ 1245 Gertrude van Hohenberg (1255–1281)    | Rudolf I (rooms-koning) (1218-1291) ∞ 1245 Gertrude van Hohenberg (1255–1281)    | Otto van Tirol (1265–1310) ∞ 1297 Euphemia van Silezië (-1347)                   | Otto van Tirol (1265–1310) ∞ 1297 Euphemia van Silezië (-1347)                   | Thomas van Savoye (1199-1259) ∞ Beatrix Fieschi (-1283)                | Thomas van Savoye (1199-1259) ∞ Beatrix Fieschi (-1283)                | Jan I van Brabant (±1252–1294) ∞ +/-1273 Margaretha van Dampierre (1251-1285) | Jan I van Brabant (±1252–1294) ∞ +/-1273 Margaretha van Dampierre (1251-1285) |
| Grootouders                                   | Albrecht I (rooms-koning) (12955-1308) ∞ 1276 Elisabeth van Karintië (1262–1313) | Albrecht I (rooms-koning) (12955-1308) ∞ 1276 Elisabeth van Karintië (1262–1313) | Albrecht I (rooms-koning) (12955-1308) ∞ 1276 Elisabeth van Karintië (1262–1313) | Albrecht I (rooms-koning) (12955-1308) ∞ 1276 Elisabeth van Karintië (1262–1313) | Amadeus V van Savoye (1249-1323) ∞ Maria van Brabant (1278-1338)       | Amadeus V van Savoye (1249-1323) ∞ Maria van Brabant (1278-1338)       | Amadeus V van Savoye (1249-1323) ∞ Maria van Brabant (1278-1338)              | Amadeus V van Savoye (1249-1323) ∞ Maria van Brabant (1278-1338)              |
| Ouders                                        | Leopold I van Habsburg (1290-1326) ∞ Catharina van Savoye (1284-1336).           | Leopold I van Habsburg (1290-1326) ∞ Catharina van Savoye (1284-1336).           | Leopold I van Habsburg (1290-1326) ∞ Catharina van Savoye (1284-1336).           | Leopold I van Habsburg (1290-1326) ∞ Catharina van Savoye (1284-1336).           | Leopold I van Habsburg (1290-1326) ∞ Catharina van Savoye (1284-1336). | Leopold I van Habsburg (1290-1326) ∞ Catharina van Savoye (1284-1336). | Leopold I van Habsburg (1290-1326) ∞ Catharina van Savoye (1284-1336).        | Leopold I van Habsburg (1290-1326) ∞ Catharina van Savoye (1284-1336).        |